# Cyrkularz Międzynarodowej Unii Astronomicznej

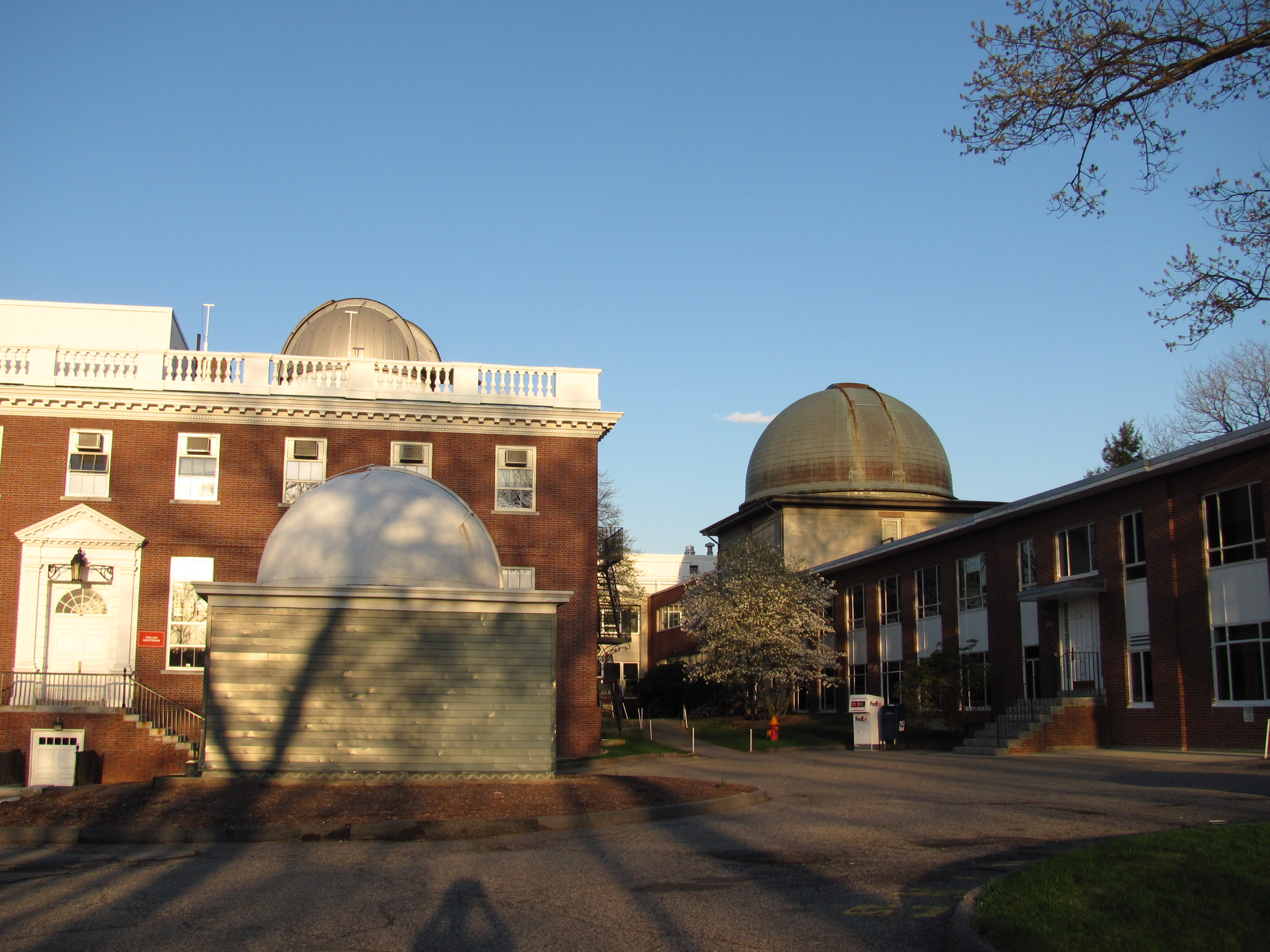
Cyrkularz przez wiele lat był wydawany w widocznym na tym zdjęciu po prawej stronie skrzydle tego budynku Harvard College Observatory

Cyrkularz Międzynarodowej Unii Astronomicznej (ang. IAU Circular) – komunikat rozsyłany w imieniu Międzynarodowej Unii Astronomicznej (MUA), zawierający informacje o aktualnych zjawiskach i wydarzeniach astronomicznych. Cyrkularze są nieregularnie wydawane przez Centralne Biuro Telegramów Astronomicznych (ang.: Central Bureau for Astronomical Telegrams, skrót: CBAT). Zawierają informacje dotyczące planetoid, komet, naturalnych satelitów, gwiazd nowych, supernowych i innych aktualnych obserwacji astronomicznych. CBAT ustala również pierwszeństwo odkrycia (za niektóre przyznaje też nagrody) oraz nadaje tymczasowe oznaczenia i nazwy dla nowo odkrytych obiektów. Przykładowo, odkrycie Charona, pierwszego naturalnego satelity Plutona ogłoszono w cyrkularzu MUA nr 3241 z 7 lipca 1978 roku. Nadano mu w nim tymczasową nazwę „1978 P 1”.

## Historia
Pierwsze pilne informacje dotyczące bieżących zdarzeń astronomicznych były rozsyłane przez kilka ośrodków, począwszy od 1882 roku, przede wszystkim przez Astronomische Gesellschaft w Kilonii w Niemczech. Podczas I wojny światowej ośrodek rozsyłający informacje został przeniesiony do Obserwatorium Østervold w Kopenhadze w Danii, w celu współpracy z Copenhagen University Observatory. Ośrodkiem tym kierował Elis Strömgren, który był pomysłodawcą rozsyłania cyrkularzy w postaci pocztówek w celu ułatwienia i przyspieszenia ich pocztowej dystrybucji.
Powołana w 1919 roku Międzynarodowa Unia Astronomiczna zainicjowała wydawanie swoich cyrkularzy w 1920 roku i zleciła je Observatoire Royal de Belgique w Uccle. Obserwatorium to wydało 31 cyrkularzy. MUA w 1922 roku przeniosła wydawanie cyrkularzy do Kopenhagi, gdzie ośrodek dotychczas rozsyłający informacje został przekształcony w jej przedstawicielstwo o nazwie Bureau Central des Télégrammes Astronomiques, i utrzymywała je w Kopenhadze do 1965 roku, kiedy to przeniesiono je do Harvard College Observatory, które wkrótce połączyło się ze Smithsonian Astrophysical Observatory. W Kopenhadze wydano w ciągu 43 lat 1883 telegramy (numerowane ponownie od 1), a więc średnio jeden na 8 dni.
W latach 1883–1964 Harvard College Observatory rozsyłało swoje ogłoszenia (ang. Announcement Cards), skierowane do odbiorców zachodniej półkuli. Od 1965 roku wydawany jest jeden cyrkularz o numeracji kontynuującej numerację kopenhaską.
W latach 1920–1992 CBAT wysyłał w nagłych przypadkach telegramy, jednak większość kartonikowych cyrkularzy była wysyłana za pośrednictwem zwykłej poczty. Gdy depesze zostały wycofane z powszechnego stosowania, nazwa „telegram” została utrzymana, ze względów historycznych, na określenie elektronicznych wiadomości z Centralnego Biura Telegramów Astronomicznych (CBETs). Od połowy lat 80. XX wieku cyrkularze MUA i depesze Minor Planet Circular (MPC) są dostępne w formie dokumentów elektronicznych.
Dystrybucja cyrkularzy MUA odbywa się na zasadzie prenumeraty. Prenumeratę cyrkularzy do 2010 roku obsługiwało Smithsonian Astrophysical Observatory, od lutego 2010 roku prenumerata cyrkularza obsługiwana jest przez Wydział Nauk o Ziemi i Planetach (Department of Earth and Planetary Sciences) Uniwersytetu Harvarda. Obecnie najtańszy, indywidualny roczny dostęp do cyrkularzy w sieci kosztuje 120 dolarów amerykańskich. Do końca 2014 roku wydano 9273 cyrkularze, w 2. dekadzie XXI wieku wydawane są średnio raz na 9 dni.
Dyrektorami CBAT po 1965 roku byli: Owen Gingerich (1965–1968), Brian Marsden (1968–2000) i Daniel W. E. Green (od 2000 roku).